# Comuna Polove, Radehiv
Polove (în ucraineană Полове) este o comună în raionul Radehiv, regiunea Liov, Ucraina, formată din satele Iosîpivka și Polove (reședința).

## Demografie
Componența lingvistică a comunei Polove
     Ucraineană (99,64%)
     Alte limbi (0,36%)
Conform recensământului din 2001, majoritatea populației comunei Polove era vorbitoare de ucraineană (99,64%), existând în minoritate și vorbitori de alte limbi.